# Cirbásia

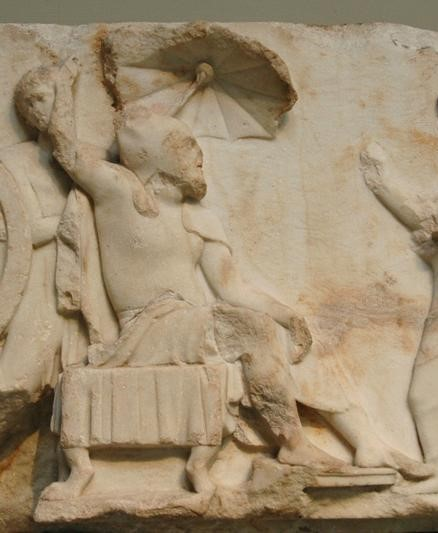
O sátrapa Arbinas vestindo uma cirbásia conforme o Monumento a Nereida

Cirbásia (em grego clássico: Kyrbasia; em persa antigo: *kurpāsa) era um tipo de gorro usado pelos sátrapas do Império Aquemênida.  Mais tarde, foi adotado por várias dinastias pós-aquemênidas, incluindo os primeiros xás do Império Parta, os primeiros ariarátidas da Capadócia, os orôntidas de Sofena e os frataracas e reis de Pérsis. Às vezes é erroneamente referido como baslique, a palavra turca para um gorro semelhante usado por cumanos, quipechaques e tártaros durante a Idade Média.